# Distretto di Magdalena (Cajamarca)
Il distretto di Magdalena è uno dei dodici distretti  della provincia di Cajamarca, in Perù. Si trova nella regione di Cajamarca e si estende su una superficie di 215,38 chilometri quadrati.

Ha per capitale la città di Magdalena e contava 9.075 abitanti al censimento 2005.